# گایدار(وبگاه)

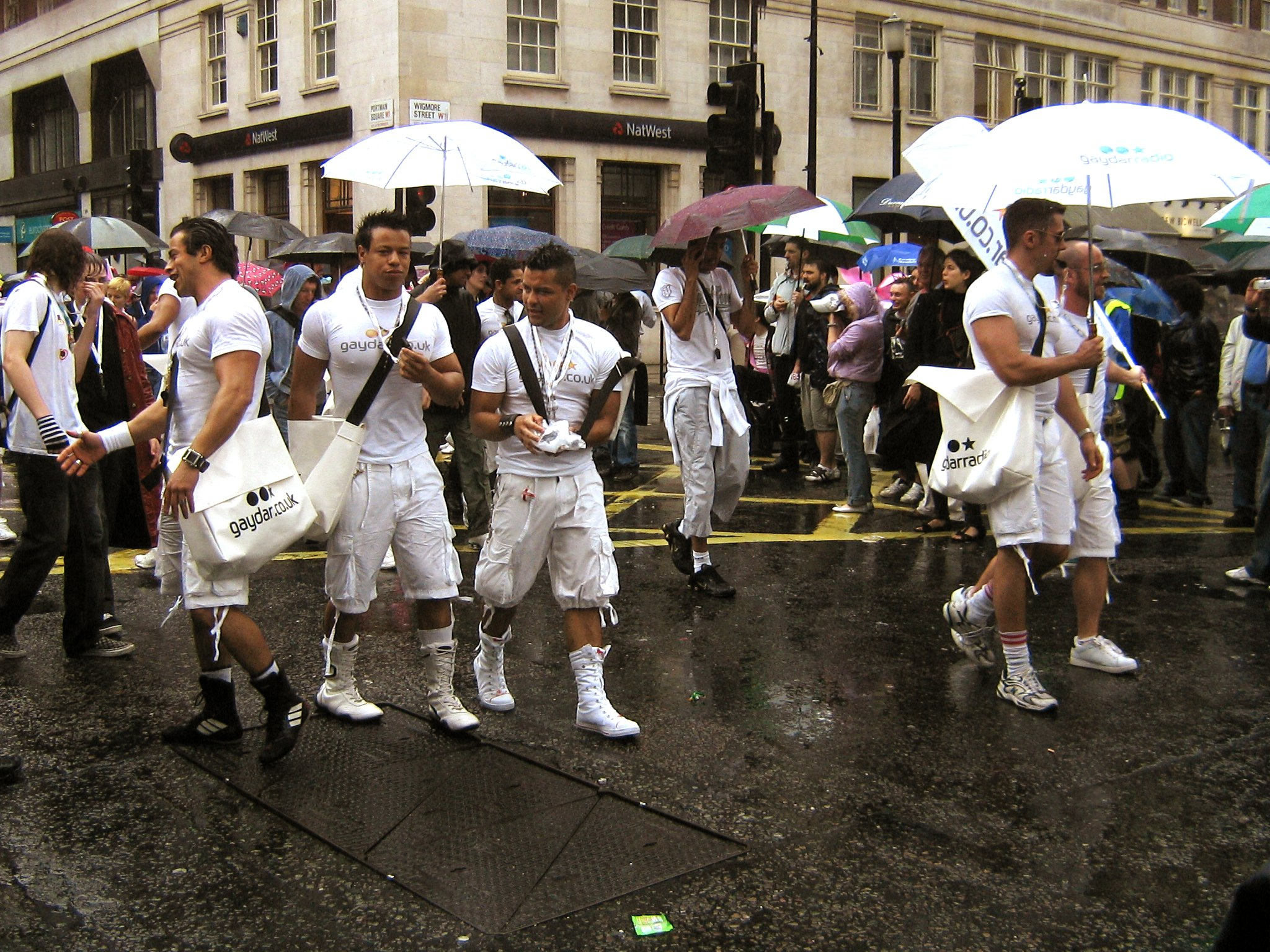
کمپین تبلیغاتی Gaydar.co.uk در جشنواره ی افتخار به همجنسگرایی در لندن

گایدار ادعا می کند که بزرگترین پورتال انگلیسی زبان چت و تماس برای افراد همجنس باز، دوجنسگرایان و ترجنس ها در اینترنت است . این درگاه در نوامبر 1999 توسط گری فریش در آفریقای جنوبی و شریک زندگی اش هنری بادنهورست پس از اینکه یکی از دوستانشان به آنها گفت که او بیش از حد مشغول جستجوی دوست جدید است، با این نام افتتاح شد.   این نام از از اصطلاح محاوره ای گی‌دار اقتباس شده است.
به دلیل منشأ و حضور آن در انگلیس، تمرکز کاربران همچنان در کشورهای انگلیسی زبان باقی مانده است.
کاربران ثبت نام شده می توانند پروفایل های کاربران دیگر را به صورت آنلاین جستجو کنند و گپ بزنند. امکان افزودن عکس به پروفایل هر کاربر وجود دارد. این پورتال همچنین دارای یک رسانه ی تصویری به نام رادیو گی‌دار است .
این پورتال زمانی مورد توجه رسانه ها قرار گرفت که سیاستمدار انگلیسی کریس برایانت در سال 2003 از این وب سایت استفاده کرد. همین اتفاق در سال 2006 نیز افتاد که سیاستمدار انگلیسی متأهل مارک اواتن از این پورتال استفاده کرد. 
در تاریخ 30 ام آوریل سال 2007 رادیو گایدار جایزه سونی را به عنوان بهترین ایستگاه زمینی دیجیتال سال دریافت کرد . 
در تاریخ دهم فوریه سال 2007 تحت تأثیر داروی توهم زا کتامین، گری فریش از بالکن آپارتمان خود در طبقه هشتم سقوط کرد و درگذشت.  
در ماه مه سال 2007 هنری بادنهرست از سوی ایندیپندنت به عنوان چهارمین فرد با نفوذ همجنسگرای در انگلیس انتخاب شد. 
در پایان ژوئن سال 2007 یک اختلاف حقوقی بین مجری این پورتال دوستیابی و شرکت Qsoft Consulting Ltd رخ داد که ابن شرکت ادعایی مبنی بر سرقت نام تجاری ثبت شده ی خود توسط این پورتال را اظهار داشت. 

## پیوند(های) وب
- گایدار برای مردان (ایالات متحده) بایگانی‌شده  در ۹ ژوئن ۲۰۱۰ توسط Wayback Machine
- Gaydar برای زنان (ایالات متحده) بایگانی‌شده  در ۳۰ ژوئیه ۲۰۱۹ توسط Wayback Machine
- Gaydar for men (انگلستان) بایگانی‌شده  در ۲۵ نوامبر ۲۰۱۳ توسط Wayback Machine
- گایدار برای مردان (ایرلند) بایگانی‌شده  در ۱۸ ژوئیه ۲۰۱۳ توسط Wayback Machine
- رادیو گایدار بایگانی‌شده  در ۱ دسامبر ۲۰۱۲ توسط Wayback Machine